# Agraylea militsa
Agraylea militsa är en nattsländeart som beskrevs av Malicky 1992. Agraylea militsa ingår i släktet Agraylea och familjen smånattsländor. Inga underarter finns listade i Catalogue of Life.